# Каландаришвили, Нестор Александрович
Нестор Александрович Каландаришвили (груз. ნესტორ ალექსანდრეს ძე კალანდარიშვილი; 26 июня [8 июля] 1876, Кутаисская губерния — 6 марта 1922, Якутская область) — революционный деятель, анархист, один из руководителей партизанского движения в Восточной Сибири во время гражданской войны.

## Биография
До 1892 года учился в Кутаисской гимназии, потом в Тифлисской учительской семинарии. С 1895 года по 1897 год служил в Русской императорской армии. После армии продолжал учёбу в семинарии.
С 1903 года состоял в партии эсеров, некоторое время — в Революционной партии социалистов-федералистов Грузии. Участвовал в первой русской революции, в том числе в Гурийском крестьянском восстании 1905—1906 годов. В 1907-м был арестован, в 1908 году направлен в ссылку в Сибирь. Бежал, в 1912 году был арестован и вновь сослан в Сибирь. Освобождён во время революции в феврале 1917 года. В 1917 году примыкал к партии анархистов-коммунистов. Создал в Иркутске эскадрон анархистов.
Участник установления советской власти и подавления восстания юнкеров в Иркутске в декабре 1917 года.
С февраля по июль 1918 года командовал отрядами войск Центросибири. Партийная кличка — Дед. В начале октября 1918 года был разгромлен под Троицкосавском (Кяхтой). С отрядом в 800 человек с 12 пулеметами двинулся вдоль границы с Монголией к Хатвылу (монгольское поселение в 300 верстах от границы).
В марте 1919 года Иркутский комитет РКП(б) установил связь с Каландаришвили и предложил ему сотрудничество. Сначала он отказывался, но комитет предложил обеспечение отряда средствами, вооружением и людьми. Каландаришвили согласился с предложенными условиями. Отряду был предложен план действий на участке железной дороги от Байкала до станции Зима.
Весной и летом 1919 года его отряд базировался в 70 верстах западнее Иркутска и действовал в бассейне реки Китой. Летом 1919 года отряд пустил под откос 8 эшелонов и уничтожил железнодорожный мост через реку Китой. Колчаковцы назначили за его голову награду в 40 тысяч рублей.
В сентябре 1919 года отряд переместился на север от Иркутска, на правый берег Ангары. Партизаны освободили часть заключенных Александровского каторжного централа. С декабря 1919 года по февраль 1920 года командовал отрядами Верхоленского партизанского фронта. В начале января 1920 года участвовал в установлении советской власти в Иркутске. В марте-апреле 1920 года командовал Верхоленской группой советских войск, с мая 1920 года командовал кавалерийскими частями в НРА ДВР.
В августе 1920 года был представителем МИД ДВР при Китайской военной миссии в Москве. С декабря 1920 года — командующий войсками Якутской области и Северного края. В марте 1921 года был создан Корейский революционный военный совет, который он возглавил. Однако не стал тогда командовать всеми корейскими партизанами. Подчиненный Корейскому военному совету Объединённый сахалинский партизанский отряд во главе с Ильей Харитоновичем Паком отказался подчиниться Корейскому революционному военному совету. Народно-революционная армия пыталась разоружить партизан и в результате Амурского инцидента 28 июня 1921 года погибло от 118 до 400 партизан (многие утонули в Зее).
В 1921 году вступил в РКП(б). В январе 1922 года с отрядом в 300 человек выехал на ликвидацию отрядов якутских повстанцев, попал в засаду на Хахсытской протоке и был убит в 33 км от Якутска.
Похоронен 2 апреля 1922 года в Якутске. 17 сентября 1922 года был перезахоронен в Иркутске на Иерусалимском кладбище. Его могила является памятником истории местного значения.
Существует гипотеза, что засада на штаб Каландаришвили была организована проякутски настроенными местными большевиками.

## Награды
Орден Красного Знамени (6.10.1921).

## Память
- Именем Каландаришвили названы улицы в городах: Барнаул, Вихоревка, Зима, Иркутск, Канск, Киренск, Кяхта, Ленск, Улан-Удэ, Усолье-Сибирское (в ошибочном написании — улица Каландарашвили), Усть-Кут, Якутск, в посёлке Чернышевский (Якутия), в поселке городского типа Усть-Ордынский. В селе Кырен. В пгт. Качуг, р.п. Жигалово
- Памятник в Якутии на дороге Покровск — Якутск.
- Памятник в посёлке Кырен (Республика Бурятия, Тункинский район).
- Один из порогов ущелья Орхо-Бом на реке Ока Саянская называется — «Скала Каландаришвили».
- Один из горных хребтов в Восточном Саяне назван именем Каландаришвили
- Лагерь «Каландарашвили» (г. Якутск)

## В искусстве
- Отряд Каландаришвили описывается в повести «Потомок Чингисхана» Ивана Новокшонова (1896—1943), а также в романе «На краю океана» Андрея Алдан-Семёнова (1908—1985).
- В 1928 году по мотивам повести Ивана Новокшонова режиссёром Всеволодом Пудовкиным был снят художественный фильм «Потомок Чингисхана».
- В 1932 году художник Василий Семёнович Сварог создал картину «Гибель т. Каландаришвили в Якутии».
- В 1973 году киностудия Грузия-фильм сняла художественный фильм «Сибирский дед». В роли Каландаришвили — Давид Абашидзе.
- В повестях А. Бушкова и Г. Романова изображен как альфонс, садист и убийца, организатор массовых зверских расправ над мирным населением.